# Moïse Lévy
Pour les articles homonymes, voir Moïse Lévy et Lévy.
Moïse Lévy, né le 12 avril 1863 à Gray (Haute-Saône) et mort le 24 février 1944 à Paris, est un homme politique français.

## Biographie
Maire de Gray (Haute-Saône) de 1912 à 1925, puis de 1935 à 1940, conseiller général de 1919 à 1940, il est élu sénateur de la Haute-Saône en 1936 (gauche démocratique). Depuis 1919, il sera conseiller général du canton de Gray.
Riche agent immobilier, il fut un dynamique maire de Gray,. Il crée un syndicat d'initiative, stimule l'industrie, favorise l'implantation d'un aérodrome. Il participa à la création de "l'asile de vieillards" dit Cournot Changey de Gray, et il en devient l'un des administrateurs. Il créa le "Refuge maternel de l'Est" pour les mères nécessiteuses. Une pouponnière et une maison d'enfants y fut ensuite ajouté.
Il créa en 1900 l'école supérieure de filles de Gray.
En avril 1938, il est l'auteur d'une proposition de loi destinée à restreindre les droits des « naturalisés de fraîche date ». Le 10 juillet 1940, il vote les pleins pouvoirs au maréchal Pétain.
Une décision publiée au Journal officiel du 25 février 1941 l'empêche l'exercice de toute vie publique. Il est alors sommé de quitter sa maison de Gray pour se rendre à Paris. Arrêté par la Gestapo, il ne fut pas déporté pour raison de santé. Ce ne fut pas le cas de son plus jeune fils qui mourra en déportation. Il meurt à Paris le 24 février 1944 à l'âge de 80 ans.
Une rue porte son nom.
Il est l'époux de Marthe Madeleine DURLACH décédée en 1960
Il est l'arrière grand-père d'Hervé Maurey.

## Distinctions
- Chevalier de la Légion d'honneur
- Officier de l'Instruction publique
- Commandeur de l'ordre du Mérite social

## Sources
- « Moïse Lévy », dans le Dictionnaire des parlementaires français (1889-1940), sous la direction de Jean Jolly, PUF, 1960 [détail de l’édition]
- Joseph Pinard, Antisémitisme en Franche-Comté, Besançon, Cêtre, 1997.